# Reg (Sahara)
Reg, ragg, Pl. rgūga; ist die Bezeichnung eines Oberflächentyps in Wüsten, insbesondere von Kies- oder Geröllwüsten der Sahara. Im Arabischen bedeutet Reg „kleinsteiniges Steinpflaster“; weitere Bezeichnungen sind „Dascht“ (persisch), „gibber plains“ (bei den australischen Wüsten) oder „Gobi“ in Ostasien.
Das Wüstenpflaster der Reg weist, im Unterschied zu Geröll- (Hammada), Kies- (Serir) oder Sandwüsten (Erg), eine Mischung aus Partikeln aller möglichen Korngrößen auf. Typisch für Reg-Wüsten sind einzelne aus der Ebene ragende, runde Inselberge.